# Gianluca Petecof
Gianluca de Castro Petecof (São Paulo, Brasil; 14 de noviembre de 2002) es un piloto de automovilismo brasileño. Fue campeón del Campeonato de Fórmula Regional Europea en 2020, y subcampeón de la Fórmula 4 Italiana en 2019.
Entre los años 2017 y 2021 perteneció a la Academia de pilotos de Ferrari.

## Carrera

### Karting
Petecof comenzó en el karting en el año 2012, corriendo nivel nacional e internacional. En 2013 y 2014 logró dos títulos, uno nacional y otro internacional respectivamente. En 2017 corrió por última vez antes de dar el salto a monoplazas; ese mismo año Ferrari lo fichó para su programa de jóvenes pilotos.

### Fórmula 4
En 2018, firmó contrato con Prema Powerteam para disputar los campeonatos ADAC e Italia de Fórmula 4. Logró un podio y el  décimo lugar en el campeonato alemán, mientras que en el italiano logró una victoria en cinco podios y el cuarto lugar.
Al año siguiente renovó con Prema para disputar nuevamente ambos campeonatos. Logró un triunfo en ADAC para finalizar quinto en el campeonato, y en el campeonato de Italia logró cuatro victorias en ocho podios para terminar subcampeón detrás de Dennis Hauger.

### Campeonato de Fórmula Regional Europea

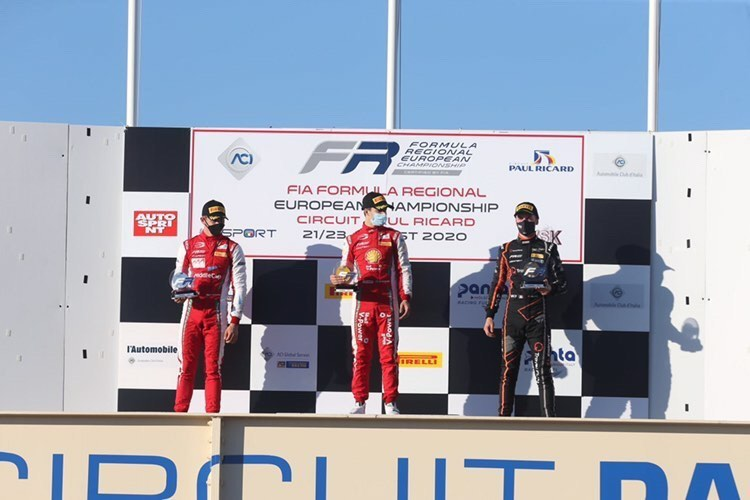
Gianluca Petecof en el podio de Le Castellet junto a Arthur Leclerc y Pierre-Louis Chovet.

En 2020, Prema anunció a Petecof como nuevo piloto para disputar el Campeonato de Fórmula Regional Europea junto a los pilotos Oliver Rasmussen, Arthur Leclerc y Jamie Chadwick. Con su compañero Leclerc tuvo una intensa batalla por el título, que terminó consagrando campeón al brasileño en la última ronda, en Vallelunga. Logró 359 puntos finales y cuatro victorias, dos menos que Leclerc.
En 2021, luego de abandonar la Fórmula 2, Gianluca regresó a la Fórmula Regional Europea de la mano de KIC Motorsport a partir de la ronda en Red Bull Ring.

### Campeonato de Fórmula 2 de la FIA
En febrero de 2021, firmó con Campos Racing para disputar el Campeonato de Fórmula 2 de la FIA junto al suizo Ralph Boschung. No logró sumar puntos en las dos rondas que disputó, y finalmente se desvinculó del equipo. El italiano Matteo Nannini ocupó su asiento.

### Stock Car Pro Series
En 2022, luego de no tener éxito en la Fórmula 2, Petecof se unió a Full Time Sports para disputar la Stock Car Pro Series de su país natal.

## Resumen de carrera
| Temporada | Categoría                              | Equipo           | Carreras     | Victorias    | Poles        | VR           | Podios       | Puntos       | Pos.         |
| --------- | -------------------------------------- | ---------------- | ------------ | ------------ | ------------ | ------------ | ------------ | ------------ | ------------ |
| 2018      | ADAC Fórmula 4                         | Prema Powerteam  | 21           | 0            | 0            | 0            | 1            | 92           | 10.º         |
| 2018      | Campeonato de Italia de Fórmula 4      | Prema Powerteam  | 18           | 1            | 0            | 1            | 5            | 186          | 4.º          |
| 2019      | ADAC Fórmula 4                         | Prema Powerteam  | 21           | 1            | 2            | 3            | 5            | 164          | 5.º          |
| 2019      | Campeonato de Italia de Fórmula 4      | Prema Powerteam  | 20           | 4            | 2            | 2            | 8            | 233          | 2.º          |
| 2020      | Campeonato de Fórmula Regional Europea | Prema Powerteam  | 23           | 4            | 5            | 7            | 14           | 359          | 1.º          |
| 2021      | Campeonato de Fórmula 2 de la FIA      | Campos Racing    | 6            | 0            | 0            | 0            | 0            | 0            | 27.º         |
| 2021      | Campeonato de Fórmula Regional Europea | KIC Motorsport   | 8            | 0            | 0            | 0            | 0            | 5            | 22.º         |
| 2022      | Stock Car Pro Series                   | Full Time Sports | 12           | 0            | 0            | 0            | 0            | 42           | 30.º         |
| 2023      | Stock Car Pro Series                   | Full Time Sports | 23           | 0            | 0            | 0            | 3            | 205          | 13.º         |
| 2024      | Stock Car Pro Series                   | Full Time Sports | 24           | 1            | 0            | 2            | 2            | 415          | 24.º         |
| 2025      | Stock Car Pro Series                   | CAR Racing KTF   | Disputándose | Disputándose | Disputándose | Disputándose | Disputándose | Disputándose | Disputándose |
| Fuente:   |                                        |                  |              |              |              |              |              |              |              |

## Resultados

### Campeonato de Fórmula 2 de la FIA
(Clave) (negrita indica pole position) (cursiva indica vuelta rápida puntuable)

| Año  | Escudería     | 1   | 1   | 1   | 2   | 2   | 2   | 3   | 3   | 3   | 4   | 4   | 4   | 5   | 5   | 5   | 6   | 6   | 6   | 7   | 7   | 7   | 8   | 8   | 8   | Pos. | Puntos | Ref.   |
| ---- | ------------- | --- | --- | --- | --- | --- | --- | --- | --- | --- | --- | --- | --- | --- | --- | --- | --- | --- | --- | --- | --- | --- | --- | --- | --- | ---- | ------ | ------ |
| 2021 | Campos Racing | SAK | SAK | SAK | MON | MON | MON | BAK | BAK | BAK | SIL | SIL | SIL | MNZ | MNZ | MNZ | SOC | SOC | SOC | YED | YED | YED | YMC | YMC | YMC | 27.º | 0      | [ 13 ] |
| 2021 | Campos Racing | 17  | 13  | Ret | Ret | Ret | 17  |     |     |     |     |     |     |     |     |     |     |     |     |     |     |     |     |     |     | 27.º | 0      | [ 13 ] |

### Stock Car Pro Series
(Clave) (negrita indica pole position) (cursiva indica vuelta rápida)

| Año     | Equipo           | Automóvil      | 1      | 2        | 3         | 4        | 5       | 6        | 7        | 8         | 9        | 10       | 11       | 12    | 13    | 14    | 15    | 16    | 17    | 18    | 19    | 20    | 21    | 22        | 23        | Pos. | Puntos |
| ------- | ---------------- | -------------- | ------ | -------- | --------- | -------- | ------- | -------- | -------- | --------- | -------- | -------- | -------- | ----- | ----- | ----- | ----- | ----- | ----- | ----- | ----- | ----- | ----- | --------- | --------- | ---- | ------ |
| 2022    | Full Time Sports | Toyota Corolla | INT 22 | GOI 1 30 | GOI 2 Ret | RIO 1 15 | RIO 2 4 | VCA 1 19 | VCA 2 26 | VEL 1 Ret | VEL 2 13 | VEL 1 16 | VEL 2 17 | INT 1 | INT 2 | VCA 1 | VCA 2 | SCZ 1 | SCZ 2 | GOI 1 | GOI 2 | GOI 1 | GOI 2 | INT 1 Ret | INT 2 DNS | 30.º | 42     |
| Fuente: |                  |                |        |          |           |          |         |          |          |           |          |          |          |       |       |       |       |       |       |       |       |       |       |           |           |      |        |